# Электрон (футбольный клуб, Вятские Поляны)
«Электрон» — российский футбольный клуб из города Вятские Поляны (Кировская область). Основан в 1991 году. Был расформирован в 1998 и переименован в футбольный клуб «Молот» (до 2006 года). Клуб является многократным победителем и призёром чемпионата Кировской области по футболу. В связи с финансовыми проблемами клуб временно прекратил своё существование до 2012 года. Именно тогда вновь возрожденная команда начала участвовать в чемпионате Кировской области.
Лучшее достижение в первенстве России — 11-е место в 6-й зоне второй лиги в 1993 году. В первенстве Кировской области по футболу 2012 года команда заняла 9-е место.

## Результаты выступлений

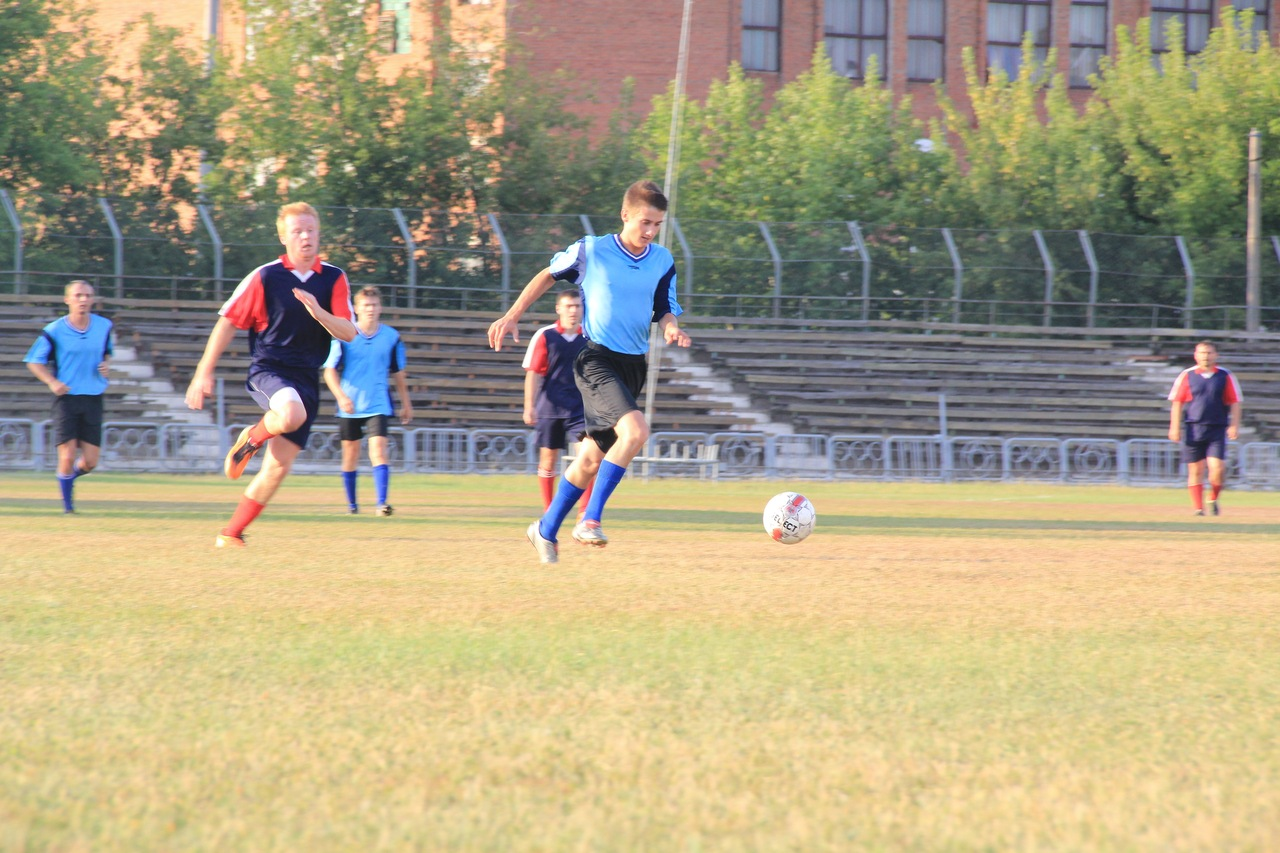
В атаке — полузащитник Иван Клюкин

| Сезон | Лига/Дивизион | Зона | Место    | Кубок |
| ----- | ------------- | ---- | -------- | ----- |
| 1992  | Вторая лига   | 5    | 12 из 18 | 1/512 |
| 1993  | Вторая лига   | 6    | 11 из 22 | 1/64  |
| 1994  | Третья лига   | 6    | 12 из 14 | 1/256 |
| 1995  | Третья лига   | 6    | 6 из 14  | 1/256 |
| 1996  | Третья лига   | 6    | 8 из 13  | —     |
| 1997  | Третья лига   | 6    | 15 из 18 | 1/128 |